# Hautes-Terres-Nepisiguit
 (septembre 2024).
La mise en forme du texte ne suit pas les recommandations de Wikipédia : il faut le « wikifier ».
Les points d'amélioration suivants sont les cas les plus fréquents. Le détail des points à revoir est peut-être précisé sur la page de discussion.
- Les titres sont pré-formatés par le logiciel. Ils ne sont ni en capitales, ni en gras.
- Le texte ne doit pas être écrit en capitales (les noms de famille non plus), ni en gras, ni en italique, ni en « petit »…
- Le gras n'est utilisé que pour surligner le titre de l'article dans l'introduction, une seule fois.
- L'italique est rarement utilisé : mots en langue étrangère, titres d'œuvres, noms de bateaux, etc.
- Les citations ne sont pas en italique mais en corps de texte normal. Elles sont entourées par des guillemets français : « et ».
- Les listes à puces sont à éviter, des paragraphes rédigés étant largement préférés. Les tableaux sont à réserver à la présentation de données structurées (résultats, etc.).
- Les appels de note de bas de page (petits chiffres en exposant, introduits par l'outil «  Source ») sont à placer entre la fin de phrase et le point final[comme ça].
- Les liens internes (vers d'autres articles de Wikipédia) sont à choisir avec parcimonie. Créez des liens vers des articles approfondissant le sujet. Les termes génériques sans rapport avec le sujet sont à éviter, ainsi que les répétitions de liens vers un même terme.
- Les liens externes sont à placer uniquement dans une section « Liens externes », à la fin de l'article. Ces liens sont à choisir avec parcimonie suivant les règles définies. Si un lien sert de source à l'article, son insertion dans le texte est à faire par les notes de bas de page.
- La présentation des références doit suivre les conventions bibliographiques. Il est recommandé d'utiliser les modèles {{Ouvrage}}, {{Chapitre}}, {{Article}}, {{Lien web}} et/ou {{Bibliographie}}. Le mode d'édition visuel peut mettre en forme automatiquement les références.
- Insérer une infobox (cadre d'informations à droite) n'est pas obligatoire pour parachever la mise en page.

Pour une aide détaillée, merci de consulter Aide:Wikification.
Si vous pensez que ces points ont été résolus, vous pouvez retirer ce bandeau et améliorer la mise en forme d'un autre article.
Hautes-Terres-Nepisiguit est une future circonscription électorale provinciale pour l'Assemblée législative du Nouveau-Brunswick. Elle fut créée à partir de la majeure partie de Bathurst-Est-Nepisiguit-Saint-Isidore et de certaines parties de Caraquet et de Bathurst-Ouest-Beresford.

## Création de la circonscription
Elle fut créée en 2023 et sera contestée pour la première fois lors des élections générales de 2024 au Nouveau-Brunswick. Elle succède à Bathurst-Est-Nepisiguit-Saint-Isidore et comprend les municipalités de Bathurst, Hautes-Terres et une partie du district rural Chaleur.

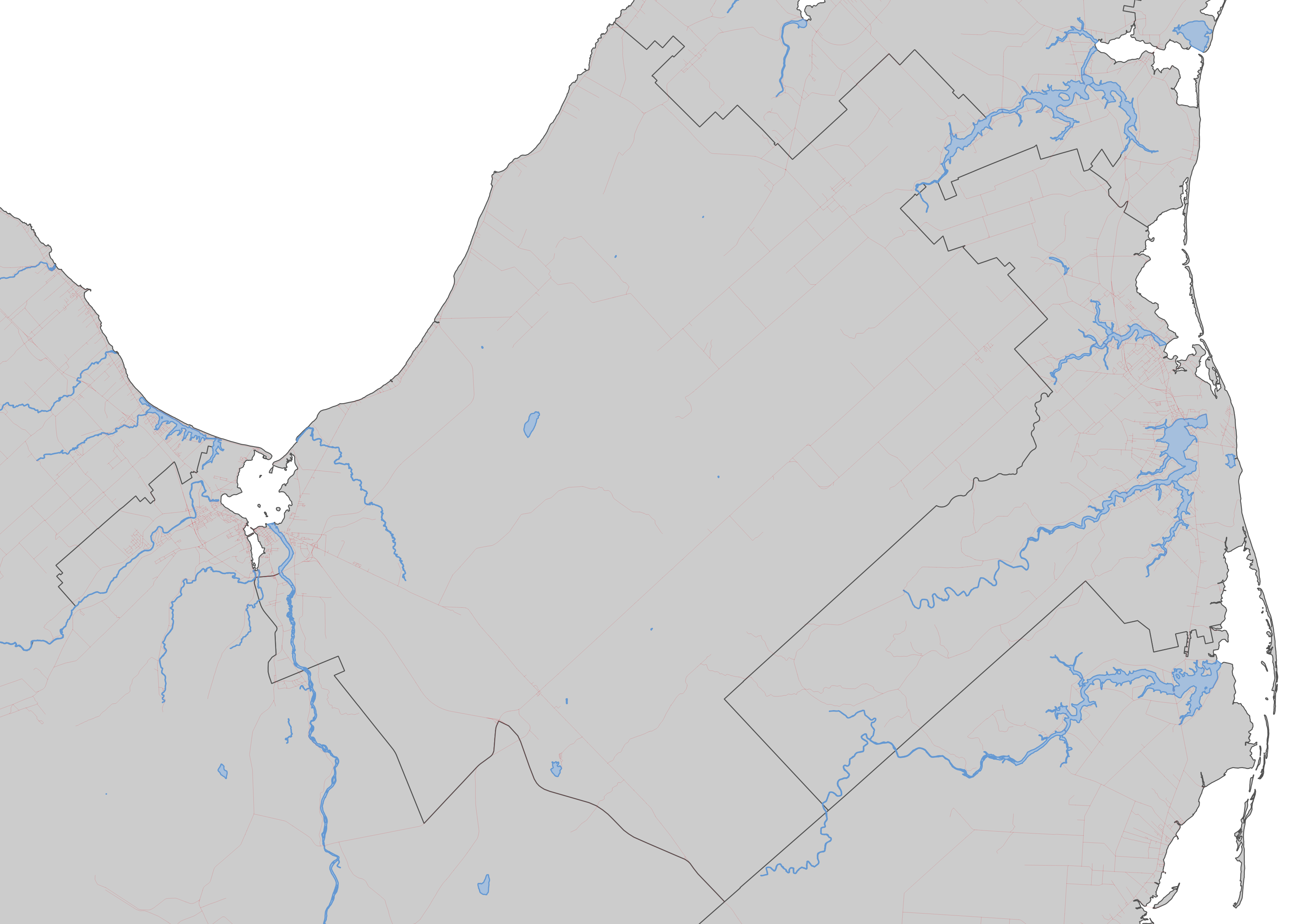
Hautes-Terres-Nepisiguit (telle qu'elle existe à partir de 2023) et les routes de la circonscription

## Membres de l'Assemblée législative
| Législature | Années | Député | Député        | Parti   |
| --- | ------ | ------ | ------------- | ------- |
| Hautes-Terres-Nepisiguit Circonscription issue de Bathurst-Est-Nepisiguit-Saint-Isidore, Caraquet et Bathurst-Ouest-Beresford |        |        |               |         |
| 61e | 2024-  |        | Luc Robichaud | Libéral |